# Hannes Stelzer (Schauspieler, 1924)
Hannes Stelzer, eigentlich Hans-Joachim Stelzer, (* 16. Mai 1924 in Görlitz; † 7. November 2017) war ein deutscher Schauspieler mit langjähriger Tätigkeit in der DDR.

## Leben
Hannes Stelzer wuchs in Görlitz auf und machte nach seinem Schulabschluss zunächst eine Ausbildung zum Schiffsingenieur. Im Zweiten Weltkrieg war er kurzzeitig als Soldat an der Ostfront tätig. Sein Bühnendebüt als Darsteller hatte er im Jahr 1946 an einem Görlitzer Theater. Bis Mitte der 1960er-Jahre war er vor allem als Bühnendarsteller aktiv und wirkte dabei an verschiedenen Theatern in der DDR in zahlreichen Theaterstücken und Musicals mit.
Von 1965 bis 2016 wirkte Stelzer in mehr als 150 Film-und-Fernsehproduktionen als Schauspieler mit, wobei er oftmals in Nebenrollen besetzt wurde. Er wirkte auch in deutschen Kinofilmen mit, darunter auch in DEFA-Produktionen wie Till Eulenspiegel (1975) oder Schneeweißchen und Rosenrot (1979). Er war in mehreren Filmen der Reihen Polizeiruf 110 und Der Staatsanwalt hat das Wort zu sehen und spielte in verschiedenen Serien des DDR-Fernsehens mit. Nach der Wende spielte Stelzer in einer Vielzahl von Fernsehserien wie beispielsweise Küstenwache, Sperling, Tatort oder in Die Rettungsflieger mit. Einen seiner letzten Kinoauftritte hatte er im Jahr 2016 in der Verfilmung von Allein gegen die Zeit.
Stelzer war ab 1947 verheiratet. Seine Frau starb im Jahr 2011. Beide wohnten über mehrere Jahrzehnte lang in Berlin und zogen später nach Hamburg. Hannes Stelzer starb am 7. November 2017 im Alter von 93 Jahren.

## Filmografie (Auswahl)
- 1965: Der Nachfolger (TV)
- 1968: Der Streit um den Sergeanten Grischa (TV)
- 1968: Die Toten bleiben jung (Fernsehfilm)
- 1969: Mohr und die Raben von London
- 1969: Weite Straßen – stille Liebe
- 1969: Hans Beimler, Kamerad (TV)
- 1970: Im Spannungsfeld
- 1970: Jeder stirbt für sich allein (Fernsehfilm, 3 Teile)
- 1970: Aus unserer Zeit (Episode 2)
- 1972: Schwarzer Zwieback
- 1972: Die Bilder des Zeugen Schattmann (TV-Vierteiler)
- 1972: Polizeiruf 110: Der Tote im Fließ (Fernsehreihe)
- 1972: Januskopf
- 1973: Die Hosen des Ritters von Bredow
- 1973: Die Brüder Lautensack (TV)
- 1973: Erziehung vor Verdun (TV)
- 1973: Schüsse in Marienbad (Výstřely v Mariánských Lázních)
- 1974: Aber Vati! (TV)
- 1974: Lotte in Weimar
- 1974: Die Frauen der Wardins (Fernseh-Dreiteiler)
- 1974: Der Untergang der Emma
- 1975: Till Eulenspiegel
- 1976: Das Licht auf dem Galgen
- 1976: Philipp, der Kleine
- 1977: Ein Katzensprung
- 1977: Polizeiruf 110: Die Abrechnung
- 1977: Der Hasenhüter (TV)
- 1977: Anton der Zauberer
- 1978: Sieben Sommersprossen
- 1978: Fleur Lafontaine (TV)
- 1978: Wie soll sich eine Frau entscheiden? (TV)
- 1979: Spuk unterm Riesenrad (TV-Serie)
- 1979: Addio, piccola mia
- 1979: Des Henkers Bruder
- 1979: Für Mord kein Beweis
- 1979: Pinselheinrich (Fernsehfilm)
- 1979: Schneeweißchen und Rosenrot
- 1980: Archiv des Todes (TV)
- 1980: Die Heimkehr des Joachim Ott (Fernsehfilm)
- 1980: Und nächstes Jahr am Balaton
- 1981: Der Dicke und ich
- 1981: Trompeten-Anton (TV)
- 1981: Die Stunde der Töchter
- 1982: Der Aufenthalt
- 1982: Dein unbekannter Bruder
- 1983: Moritz in der Litfaßsäule
- 1983: Martin Luther
- 1983: Frühlingssinfonie
- 1983: Die Schüsse der Arche Noah
- 1983: Pianke (Fernsehfilm)
- 1983: Polizeiruf 110: Schnelles Geld
- 1984: Das Eismeer ruft
- 1984: Klassenkameraden
- 1984: Familie Neumann (Fernsehserie)
- 1985: Neues übern Gartenzaun (Fernsehserie)
- 1985: Ferienheim Bergkristall: Ein Fall für Alois (1985)
- 1986: Polizeiruf 110: Mit List und Tücke
- 1987: Sachsens Glanz und Preußens Gloria (Fernseh-Mehrteiler)
- 1987: Polizeiruf 110: Abschiedslied für Linda
- 1987: Spuk von draußen (Fernsehserie)
- 1988: Zahn um Zahn (Fernsehserie)
- 1989: Die ehrbaren Fünf (Fernsehfilm)
- 1989: Grüne Hochzeit
- 1990: Alter schützt vor Liebe nicht (Fernsehfilm)
- 1991: Polizeiruf 110: Thanners neuer Job
- 1991: Jugend ohne Gott
- 1991: Zwischen Pankow und Zehlendorf
- 1992: Miraculi
- 1993: Gute Zeiten, schlechte Zeiten (Fernsehserie, 11 Folgen)
- 1994: Polizeiruf 110: Totes Gleis
- 1994: Ein Bayer auf Rügen (Fernsehserie, 1 Folge)
- 1994: Im Namen des Gesetzes (Fernsehserie, 2 Folgen)
- 1995: Frauenarzt Dr. Markus Merthin (Fernsehserie, 1 Folge)
- 1996: Polizeiruf 110: Kurzer Traum
- 1997: Rosa Roth – Die Stimme (Fernsehreihe, Folge 6)
- 1997: Freunde fürs Leben (Fernsehserie, 2 Folgen)
- 1998: Tatort: Schüsse auf der Autobahn (Fernsehreihe)
- 1998: Wolffs Revier (Fernsehserie, 1 Folge)
- 1999: Polizeiruf 110: Mordsfreunde
- 2000: Küstenwache (Fernsehserie, 1 Folge)
- 2000: Jetzt oder nie – Zeit ist Geld
- 2000: Die Rettungsflieger (Fernsehserie, 2 Folgen)
- 2001: Sperling (TV-Reihe)
- 2001: Für alle Fälle Stefanie (Fernsehserie, 1 Folge)
- 2002: Tatort: Undercover
- 2005: Balko (Fernsehserie, 1 Folge)
- 2005: Sommer vorm Balkon
- 2007: Neues aus Büttenwarder – Pflegeparadies (Fernsehserie)
- 2009: Stubbe – Von Fall zu Fall: In den Nebel
- 2009: Hungerwinter – Überleben nach dem Krieg
- 2011: Krauses Braut
- 2012: Bis zum Horizont, dann links!
- 2013: Buddy
- 2013: Liebe am Fjord – Sog der Gezeiten (Fernsehreihe)
- 2014: Tatort: Zirkuskind
- 2014: Nord bei Nordwest – Käpt’n Hook
- 2014: Reiff für die Insel – Katharina und die Dänen (Fernsehreihe)
- 2016: Allein gegen die Zeit – Der Film

## Hörspiele
- 2013: Tamta Melaschwili: Abzählen – Bearbeitung und Regie: Elisabeth Putz (Hörspiel des Monats November 2013 – NDR/ORF)